# Tasmanite

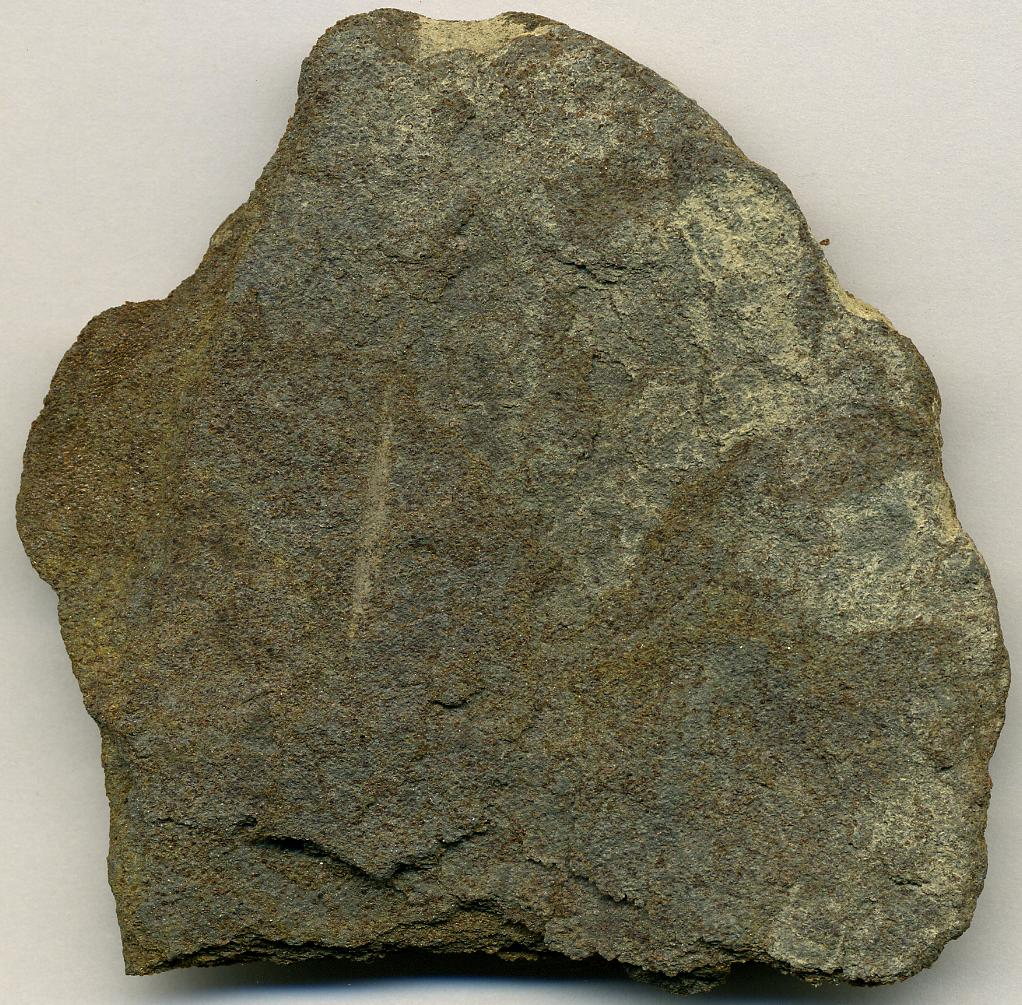
Tasmanite (depósito de Quamby)

Tasmanite é um tipo de rocha quase que inteiramente constituída de alga Tasmanites, da classe Prasinophyceae. Ela é geralmente associada com altas latitudes, rica em nutrientes, com propriedades de mar marginal encontrado na Tasmânia.  A tasmanite é classificada como um xisto betuminoso marinho. Ela é encontrada em muitas rochas reservatórios inclinadas e, quando presente, contribui para o potencial de formação de óleo da rocha. Algumas fontes também produzem um material vermelho-marrom translúcido, similar ao âmbar, que também é chamado de tasmanite.